# 梅克勒沃
梅克勒沃（法語：Mécleuves，法語發音：[meklœv]；洛林语：Mékieuf）是法国摩泽尔省的一个市镇，位于该省西部，属于梅斯区。

## 地理
梅克勒沃（49°2'33"N, 6°16'12"E）面积12.88 平方千米，位于法国大東部大區摩泽尔省，该省份为法国东北部内陆省份，是洛林的一部分，西南接默尔特-摩泽尔省，东临下莱茵省，北与卢森堡和德国接壤。
与梅克勒沃接壤的市镇（或旧市镇、城区）包括：阿尔斯-拉克内克西、谢尼、尼德河畔库尔塞勒、瑞里、拉克内克西、奥尔尼、佩尔特、蓬图瓦、索尔贝。

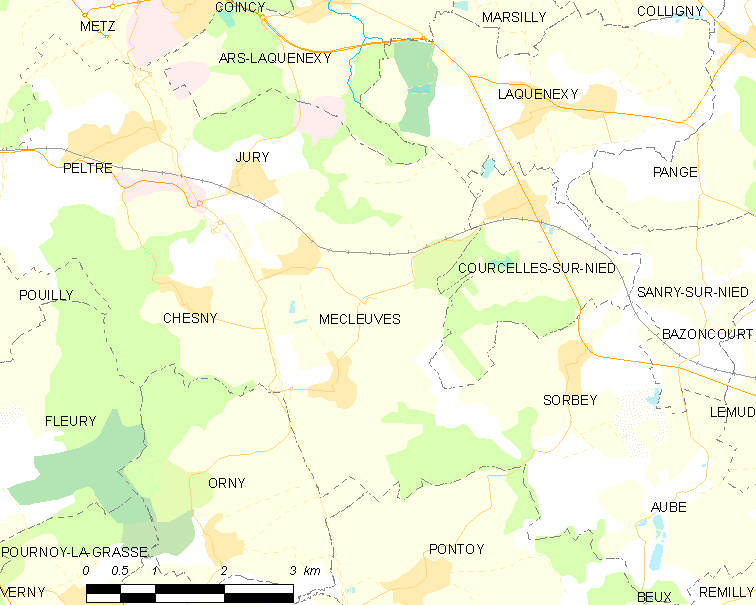
梅克勒沃的OSM定位图

梅克勒沃的时区为UTC+01:00、UTC+02:00（夏令时）。

## 行政
梅克勒沃的邮政编码为57245，INSEE市镇编码为57454。

## 政治
梅克勒沃所属的省级选区为梅斯地区县。

## 人口

1962-2008年间梅克勒沃人口变化图示

梅克勒沃于2022年1月1日时的人口数量为1201人。